# Vincent de Gaulejac
Vincent de Gaulejac (Croissy-sur-Seine, 10 de abril de 1946) é um sociólogo e professor universitário francês.
Em 1971, titulou-se em Ciências Organizacionais pela Universidade de Paris-Dauphine, sob a orientação de Max Pagès, e, em 1975, defendeu sua tese de Doutorado em Sociologia, intitulada Les clubs et équipes de prévention et les jeunes de la rue, sob a orientação de Pierre Fougeyrolles, pela Universidade de Paris-Descartes. Em seguida, em 1986, defendeu a tese em Letras e Ciências Humanas, La névrose de classe: trajectoire sociale et conflits d'identité, pela Universidade de Paris-Diderot. Tornou-se professor de Sociologia da Universidade Paris-Diderot, onde, desde 2014, é professor emérito. Na instituição, foi diretor do Laboratório de Mudança Social, entre 1990 e 2013.
É um dos representantes franceses do movimento da Sociologia Clínica, abordagem que tenta articular as dimensões sociais e psicológicas focando na singularidade de trajetórias e experiências, utilizando para isso a metodologia da história de vida. Tenta, a partir de registros biográficos existentes, como nos trabalhos de Annie Ernaux, e de histórias de vida constituídas através de pesquisa, desenvolver alguns conceitos para compreender os problemas do sujeito social contemporâneo. A "neurose de classe", a "luta por posições", a "identidade negativa", o "romance familiar" e a "trajetória social" constituem algumas de suas contribuições.

## Publicações
- Les Jeunes de la rue, Toulouse, Privat, 1977, em colaboração com Gilbert Mury[2]
- La névrose de classe : trajectoire sociale et conflits d'identité, Hommes et groupes, 1987 ; nova edição revisada (edição de bolso) : Petite Bibliothèque Payot, 2016.
- Le coût de l'excellence, com Nicole Aubert, Le Seuil, 1991.
- La lutte des places : insertion et désinsertion, Paris, Desclée de Brouwer, 1994.
- Les sources de la honte, Paris, Desclée de Brouwer, 1996.
- L'Histoire en héritage : roman familial et trajectoire sociale, Paris, Desclée de Brouwer, 1999 ; nova edição (edição de bolso) : Petite Bibliothèque Payot, 2012 ISBN 978-2228908214.
- La société malade de la gestion : idéologie gestionnaire, pouvoir managérial et harcèlement social, 2005.
- La sociologie clinique : enjeux théoriques et méthodologiques, com F. Hanique e P. Roche, Toulouse, Erès, 2007.
- Intervenir par le récit de vie, com Michel Legrand et al. Sociologie clinique, Toulouse, Erès, 2008.
- Qui est « je » ?, Paris, Le Seuil, 2009.
- Travail : les raisons de la colère, Paris, Le Seuil, 2011.
- Manifeste pour sortir du mal-être au travail, com Antoine Mercier, Paris, Desclée de Brouwer, 2012.
- La Recherche malade du management, com Alain Falque, Versailles, Quæ, 2012.
- Les 40 ans du Laboratoire de changement social, com Florence Giust-Desprairies, L'Harmattan, 2013.
- La recherche clinique en sciences sociales, com Florence Giust-Desprairies e Ana Massa, Toulouse, Erès, 2014.
- Le capitalisme paradoxant : un système qui rend fou, com Fabienne Hanique, Paris, Le Seuil, 2015.
- Mon enfant se radicalise, com Isabelle Seret, Paris, 2018.
- Dictionnaire de sociologie clinique, com Agnès Vandevelde-Rougale e Pascal Fugier, dir, 2019.
- Dénouer les nœuds sociopsychiques, Paris, 2020.